# Trent, Kanada
Trent River är ett vattendrag i Kanada.   Det ligger i provinsen Ontario, i den sydöstra delen av landet, 210 km sydväst om huvudstaden Ottawa.
Runt Trent River är det ganska glesbefolkat, med 27 invånare per kvadratkilometer.